# Bahnstrecke Rentwertshausen–Römhild
| Verlauf der früheren Bahnstrecke auf einer Grundkarte von 2017 |                      |                  |                  |
| Streckenlänge: | 10,7 km              |                  |                  |
| Spurweite: | 1435 mm (Normalspur) |                  |                  |
| Minimaler Radius: | 180 m                |                  |                  |
| |                      |                  |                  |
| \| \| \| von Meiningen \| \| \| \| 0,00 \| Rentwertshausen \| 354 m \| \| \| \| nach Schweinfurt \| \| \| \| 1,90 \| Queienfeld \| 359 m \| \| \| 3,20 \| Wolfmannshausen \| 362 m \| \| \| 6,21 \| Westenfeld \| 335 m \| \| \| 9,28 \| Haina \| 309 m \| \| \| 10,73 \| Römhild \| 309 m \| |                      |                  |                  |
| Strecke |                      | von Meiningen    | von Meiningen    |
| Bahnhof | 0,00                 | Rentwertshausen  | 354 m            |
| Abzweig ehemals geradeaus und nach rechts |                      | nach Schweinfurt | nach Schweinfurt |
| Haltepunkt / Haltestelle (Strecke außer Betrieb) | 1,90                 | Queienfeld       | 359 m            |
| Haltepunkt / Haltestelle (Strecke außer Betrieb) | 3,20                 | Wolfmannshausen  | 362 m            |
| Haltepunkt / Haltestelle (Strecke außer Betrieb) | 6,21                 | Westenfeld       | 335 m            |
| Haltepunkt / Haltestelle (Strecke außer Betrieb) | 9,28                 | Haina            | 309 m            |
| Kopfbahnhof Streckenende (Strecke außer Betrieb) | 10,73                | Römhild          | 309 m            |

Die Bahnstrecke Rentwertshausen–Römhild war eine knapp 11 Kilometer lange Nebenbahn von Rentwertshausen nach Römhild im südthüringischen Grabfeld. Aufgrund der in der Nähe liegenden Gleichberge wurde die Bahnstrecke auch Gleichbergbahn genannt. Die eingleisige Strecke der Spurweite 1435 mm (Normalspur) war nicht elektrifiziert. Im Jahr 1973 wurde die Strecke abgebaut.

## Geschichte
Am 15. Dezember 1874 wurde auf der Bahnstrecke Schweinfurt–Meiningen durch die Bayerische Staatsbahn der Zugverkehr aufgenommen. Als Stichbahn folgte am 25. November 1893 die 10,7 Kilometer lange Sekundärbahn von Rentwertshausen nach Römhild.
Grundlage für die Strecke war ein Staatsvertrag zwischen dem Königreich Bayern und dem Herzogtum Sachsen-Meiningen, der am 16. Juni 1884 geschlossen wurde. Die Finanzierung der Bahnlinie wurde durch Sachsen-Meiningen und die Gemeinde Römhild geleistet, der Bau und Betrieb der Nebenbahn erfolgte durch die Bayerische Staatsbahn. Anfang März 1895 verkaufte Sachsen-Meiningen die Gleichbergbahn an Bayern.
Ab dem Jahr 1901 entwickelte sich die Strecke mit der Inbetriebnahme des städtischen Basaltwerkes in Römhild zur Lebensader der Stadt. Über 140.000 Waggons mit je 10 Tonnen Schotter oder Gneis, also im Schnitt ungefähr 18 Waggons je Werktag, wurden in den folgenden 26 Jahren nach Rentwertshausen abgefahren.
Nach dem Zweiten Weltkrieg kam die Bahnstrecke, welche seit 1931 von der Reichsbahndirektion Nürnberg verwaltet wurde, aufgrund der Grenzziehung zum Streckennetz der Reichsbahndirektion Erfurt. Da die Hauptbahn zwischen Mühlfeld und Rentwertshausen gesperrt war, fuhren jetzt die Personenzüge direkt von Römhild nach Meiningen. Der Reisezugverkehr wurde am 29. September 1968 eingestellt, der Güterverkehr folgte Anfang Januar 1970. Der Rückbau der Strecke wurde zwischen den Jahren 1972 und 1973 durchgeführt.

## Betrieb
Als Lokomotiven kamen unter anderem die Baureihen 93 und 86 zum Einsatz. Im Jahr 1944 fuhren auf der damaligen Kursbuchstreckennummer 417k täglich vier Personenzugpaare mit ungefähr einer halben Stunde Fahrzeit.